# Памятник П. М. Третьякову (Москва)
Па́мятник Па́влу Миха́йловичу Третьяко́ву работы скульптора Александра Кибальникова и архитектора Игоря Рожина установлен в Москве перед входом в главное здание Третьяковской галереи, коллекцию которой заложил знаменитый московский предприниматель и меценат пореформенной эпохи. Открытие состоялось 29 апреля 1980 года.

## История
На месте теперешнего памятника в 1930-х годах находились два скульптурных изображения Владимира Ленина — огромная голова вождя, которая была фрагментом одной из рабочих моделей, изготовленной скульптором Сергеем Меркуровым для канала Москва—Волга (не позднее 1933), и статуя «Ленин-вождь» скульптора Николая Андреева (1936). В 1939 году скульптура была заменена на статую Иосифа Сталина работы Сергея Меркурова, которую в 1958 году перенесли во двор художественного музея.

## Описание
Четырёхметровая гранитная поколенная статуя будто вырастает из каменного постамента. Меценат изображён в строгой позе со скрещенными на груди руками. Он одет в длинное застёгнутое пальто. На лице Третьякова — сосредоточенность и задумчивость. Он словно оценивает одну из картин, перед тем как отобрать её для своей коллекции.
Основой для создания памятника послужила скульптура из мрамора, созданная в 1961 году Кибальниковым. Образ мецената скульптор позаимствовал с портрета Павла Третьякова авторства Ильи Репина. При работе над памятником скульптор изучал и другие портреты мецената, исполненные Иваном Крамским и Сергеем Волнухиным.
Скульптор Александр Кибальников говорил о своей работе:
Мне хотелось выразить поэтический образ человека, сыгравшего выдающуюся роль в развитии и популяризации русского реалистического искусства, отдать дань человеку, чья жизнь была наполнена служением интересам народа.